# 牧野由依の204号室
牧野由依の204号室（まきのゆいのにまるよんごうしつ）は、ビクターエンタテインメント内のm-serveにて2005年7月25日 - 2006年10月30日 の期間で放送していたインターネットラジオ番組。更新日は隔週の水曜日19時頃。

## パーソナリティ
- 牧野由依

## コーナー
- 大人のお取り寄せコーナー（#1 - #14）
- 今日の１杯（#15 - #17）
- ユイダス（#18 - #34）